# Hermonville
Hermonville és un municipi francès, situat al departament del Marne i a la regió del Gran Est. L'any 2007 tenia 1.304 habitants.

## Demografia

### Població
El 2007 la població de fet de Hermonville era de 1.304 persones. Hi havia 468 famílies, de les quals 76 eren unipersonals (32 homes vivint sols i 44 dones vivint soles), 160 parelles sense fills, 216 parelles amb fills i 16 famílies monoparentals amb fills.
La població ha evolucionat segons el següent gràfic:
Habitants censats

### Habitatges
El 2007 hi havia 518 habitatges, 471 eren l'habitatge principal de la família, 19 eren segones residències i 28 estaven desocupats. 508 eren cases i 9 eren apartaments. Dels 471 habitatges principals, 422 estaven ocupats pels seus propietaris, 36 estaven llogats i ocupats pels llogaters i 13 estaven cedits a títol gratuït; 1 tenia una cambra, 5 en tenien dues, 27 en tenien tres, 80 en tenien quatre i 358 en tenien cinc o més. 382 habitatges disposaven pel capbaix d'una plaça de pàrquing. A 175 habitatges hi havia un automòbil i a 273 n'hi havia dos o més.

### Piràmide de població
La piràmide de població per edats i sexe el 2009 era:
| Homes | Edats   | Dones |
| ----- | ------- | ----- |
| 0     | 95 o +  | 0     |
| 4     | 90 a 94 | 4     |
| 8     | 85 a 89 | 8     |
| 4     | 80 a 84 | 8     |
| 4     | 75 a 79 | 28    |
| 40    | 70 a 74 | 8     |
| 32    | 65 a 69 | 36    |
| 36    | 60 a 64 | 36    |
| 20    | 55 a 59 | 24    |
| 52    | 50 a 54 | 52    |
| 64    | 45 a 49 | 68    |
| 36    | 40 a 44 | 36    |
| 60    | 35 a 39 | 40    |
| 28    | 30 a 34 | 52    |
| 28    | 25 a 29 | 36    |
| 48    | 20 a 24 | 24    |
| 32    | 15 a 19 | 44    |
| 36    | 10 a 14 | 28    |
| 52    | 5 a 9   | 48    |
| 32    | 0 a 4   | 44    |

## Economia
El 2007 la població en edat de treballar era de 829 persones, 587 eren actives i 242 eren inactives. De les 587 persones actives 554 estaven ocupades (295 homes i 259 dones) i 33 estaven aturades (17 homes i 16 dones). De les 242 persones inactives 69 estaven jubilades, 105 estaven estudiant i 68 estaven classificades com a «altres inactius».

### Ingressos
El 2009 a Hermonville hi havia 486 unitats fiscals que integraven 1.312 persones, la mediana anual d'ingressos fiscals per persona era de 23.464,5 €.

### Activitats econòmiques
Dels 63 establiments que hi havia el 2007, 2 eren d'empreses extractives, 2 d'empreses alimentàries, 1 d'una empresa de fabricació de material elèctric, 2 d'empreses de fabricació d'altres productes industrials, 14 d'empreses de construcció, 15 d'empreses de comerç i reparació d'automòbils, 5 d'empreses de transport, 3 d'empreses d'hostatgeria i restauració, 1 d'una empresa d'informació i comunicació, 1 d'una empresa financera, 4 d'empreses immobiliàries, 5 d'empreses de serveis, 3 d'entitats de l'administració pública i 5 d'empreses classificades com a «altres activitats de serveis».
Dels 23 establiments de servei als particulars que hi havia el 2009, 1 era una oficina d'administració d'Hisenda pública, 1 oficina de correu, 1 una oficina bancària, 2 tallers de reparació d'automòbils i de material agrícola, 3 paletes, 1 guixaire pintor, 4 fusteries, 1 lampisteria, 2 electricistes, 1 empresa de construcció, 1 perruqueria, 2 restaurants, 1 agència immobiliària i 2 salons de bellesa.
Dels 4 establiments comercials que hi havia el 2009, 1 era una botiga de més de 120 m², 1 una botiga de menys de 120 m², 1 una fleca i 1 una botiga de roba.
L'any 2000 a Hermonville hi havia 35 explotacions agrícoles que ocupaven un total de 528 hectàrees.

## Equipaments sanitaris i escolars
El 2009 hi havia 1 escola maternal i 1 escola elemental.

## Poblacions properes
El següent diagrama mostra les poblacions més properes.